# Amphiprion latezonatus
Amphiprion latezonatus är en fiskart som beskrevs av Waite, 1900. Amphiprion latezonatus ingår i släktet Amphiprion och familjen Pomacentridae. Inga underarter finns listade i Catalogue of Life.